# Herpetopoma corallinum
Herpetopoma corallinum is een slakkensoort uit de familie van de Chilodontaidae. De wetenschappelijke naam van de soort is voor het eerst geldig gepubliceerd in 1994 door Jansen.